# Urdu-i Humayun
Die persischsprachige Zeitschrift Urdu-i Humayun (persisch اردوی همایون; DMG: Urdū-i humāyūn) wurde während der ersten Reise von Naser al-Din Shah und seinen Gefährten nach Khorasan 1880 herausgegeben. Zuvor wurde sie unter dem Namen Meraat al-Safar veröffentlicht. Nach einigen Ausgaben wurden zusätzlich die Worte Mashkwah al-Hadar hinzugefügt. Der Herausgeber der Zeitschrift war Mohammad Hassan Khan Etemad al-Saltaneh. Er war Mitglied der königlichen Armee und führte eine kleine Druckerpresse mit sich. Wann immer der Inhalt einer Ausgabe fertig war, druckte er sie unterwegs aus. Bis zum Jahr 1882 wurden insgesamt 13 Ausgaben veröffentlicht. Im Jahr 1984 wurde Urdu-i Humayun unter der Leitung von Iraj Afshar neu gedruckt.